# Sophta
Sophta  es un género de lepidópteros de la familia Erebidae. Es originario de Asia y Australia.

## Especies
- Sophta adusta Wileman & West, 1929
- Sophta concavata Walker, [1863]
- Sophta hapalopis Turner, 1925
- Sophta poecilota Turner, 1908